# Holtgaste
Holtgaste is een dorp in het Duitse deel van het Reiderland. Bestuurlijk maakt het deel uit van de gemeente Jemgum. Tot Holtgaste behoren de gehuchten Soltborg, Groß-Soltborg, Bentumersiel, Jemgumkloster, Deddeborg en Geise.
Afrit 12 van de Autobahn A31, bij de tunnel in deze autosnelweg onder de Eems, ligt dicht bij het gehucht Soltborg onder Holtgaste.
Het kleine dorp heeft een lange geschiedenis. Rond het dorp, en wel bij het gehucht Bentumersiel, zijn tussen 1928 en 2008 belangrijke archeologische vondsten gedaan uit de tijd van het Romeinse Keizerrijk. Ter plaatse lag aan de linkeroever van de Eems reeds sinds de 2e of 1e eeuw v.Chr. een Germaanse nederzetting. Deze kan bij de grens tussen de gebieden van de Friezen en de Chauken gelegen hebben. Wellicht was het een havenplaats, mogelijkerwijs zelfs met een vorm van stapelrecht; de boeren onder de bewoners kunnen hun boerderij met veestallen op de terp van het nabije gehucht Jemgumkloster hebben gehad; deze terp bestond reeds vóór het begin van de jaartelling. De bewoners van de site Bentumersiel hebben handel met het buitenland gedreven. Er is één Keltisch sieraad gevonden, en talrijke Romeinse voorwerpen. Het is mogelijk, dat de Romeinse veldheer Germanicus in het jaar 16 de Romeinse vloot bij deze nederzetting liet landen. Zie ook: Augustus' veldtochten in Germanië. Bewijzen voor een castra, een Romeins legerkampement op deze locatie, zijn niet geleverd. De Germaanse nederzetting was tot plm. 300 bewoond. Rond 300 is nog het overlijden van een Germaanse vrouw te dateren, in wier graf talrijke Romeinse sieraden zijn gevonden (Dame von Bentumersiel). De wetenschappelijke instelling Niedersächsisches Institut für historische Küstenforschung (NIhK) te Wilhelmshaven heeft veel van dit onderzoek gedocumenteerd (zie weblink).
De Abdij van Werden had in de negende eeuw bezittingen in deze omgeving, namelijk in het dorp Widufliatun ('woudvliet'), een niet-geïdentificeerd dorp aan de Eemsoever, genoemd tussen Rorichum en Neermoor.
De romaanse kerk van Holtgaste is gewijd aan de missionaris Liudger en geldt als de oudste kerk in het Reiderland, hij wordt gedateerd op de dertiende eeuw Eeh voorganger stond volgens overleveringen verder westelijk, het oude kerkhof was nog bekend in de 18e eeuw. Het dorp wordt omstreeks 1250 voor het eerst genoemd als Hogeist ('hoge garst'), in 1283 als Holtgest. De kerk maakte deel uit van een hof van de Abdij van Werden, dat in 1284 door de bisschop van Münster werd doorverkocht aan de Johannieters. Sindsdien was Holtgaste het bezit van de commanderij van Jemgum.
Tegenwoordig is het een van de weinige Lutherse kerken in het Duitse deel van het Reiderland. Bijzonder is de kleurige renaissance-kansel uit 1644. Het orgel van de bouwer Arnold Rohlfs uit Esens te Esens dateert uit 1865. Zuidoostelijk van de kerk staat de losse klokkentoren uit 1711.

## Weblink
- (de)  Website over de archeologische onderzoeken bij Bentumersiel